# Stadskerk Sint-Johannes (Kronberg im Taunus)
De Stadskerk Sint-Johannes (Duits: Stadtkirche St. Johann) is een protestantse kerk in de Hessische stad Kronberg im Taunus.

## Geschiedenis

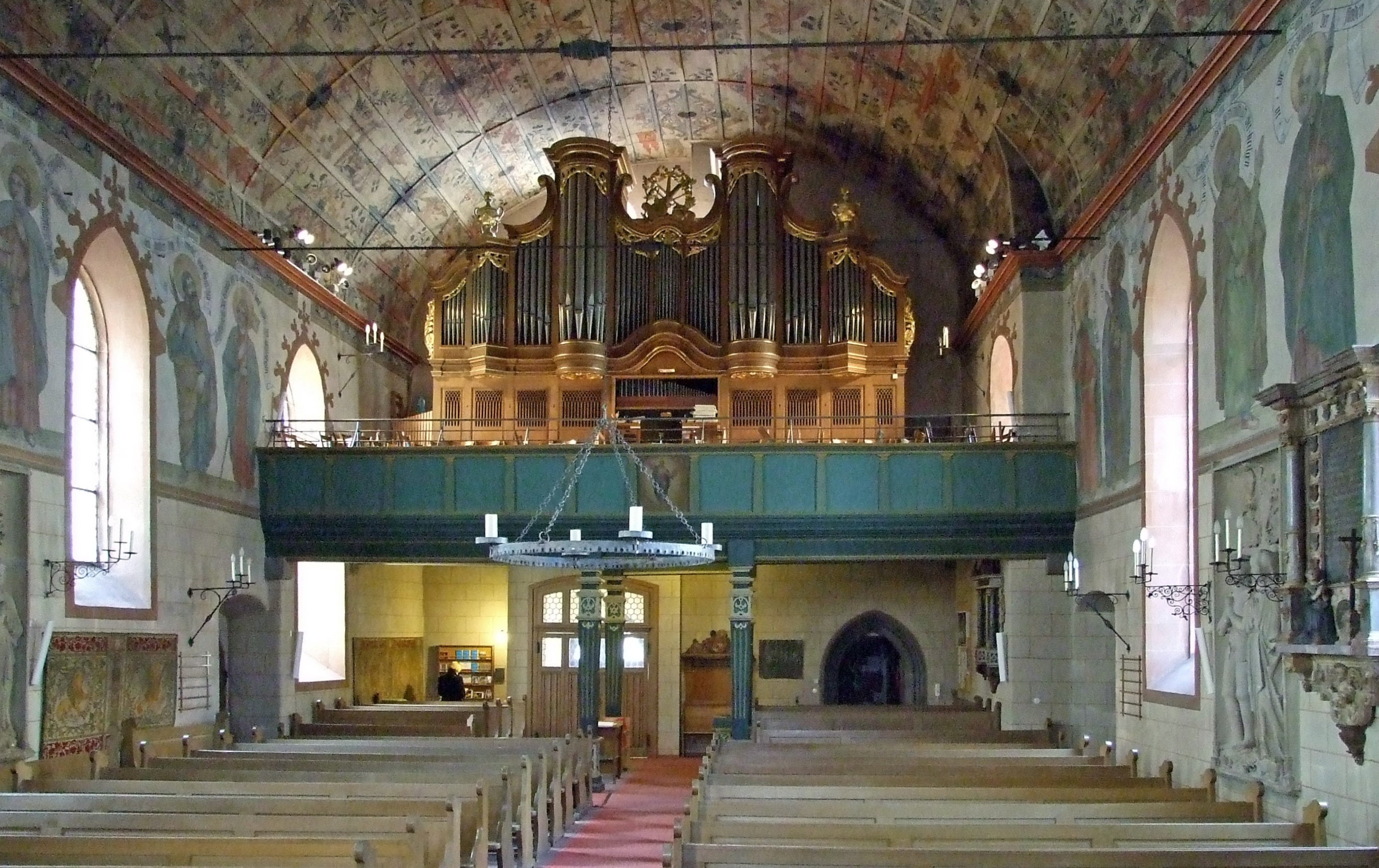
Het rijk beschilderde interieur van de kerk

In een eerste vermelding van de Johanneskerk in een oorkonde uit 30 juli 1335 wordt geschreven dat aartsbisschop Gerlach van Mainz in de nieuwe kerk een altaar wijde ter ere van de evangelist Johannes en Maria Magdalena. Van deze bouw bleef na een grote stadsbrand in 1437 het koor behouden. Al snel daarna (1440-1450) werden het kerkschip en de toren gebouwd.  
Het interieur van het kerkschip meet 20,40 bij 10,75 meter en werd volledig beschilderd. Het houten tongewelf werd in 1617 door Johann Friedrich Spangenberg beschilderd met renaissance versieringen en daartussen musicerende putti. De muur naar het koor werd beschilderd met een voorstelling van het Jongste Gericht. Het koor meet 9,35 bij 6,60 meter en bezit daarentegen verder geen muurschilderingen.
Indrukwekkend is het grote aantal grafmonumenten van de Kronberger en Reifenberger ridders met hun vrouwen. In het rechter deel van het koor bevindt zich een epitaaf uit de vroege 16e eeuw van de Duitse beeldhouwer Hans Backoffen. Het stelt een knielende Wouter van Reifenberg voor met voor hem de helm en de ongebruikelijke ezelsoren als helmteken. Eveneens in het koor is in een schrijn de zeldzame voorstelling van de dood van Maria te bezichtigen.
In 1898 liet keizerin Victoria, de weduwe van Frederik III, de kerk geheel restaureren en voorzien van de grote fresco's van de twaalf apostelen. 
De laatste renovatie vond in de jaren 1965-1967 plaats.

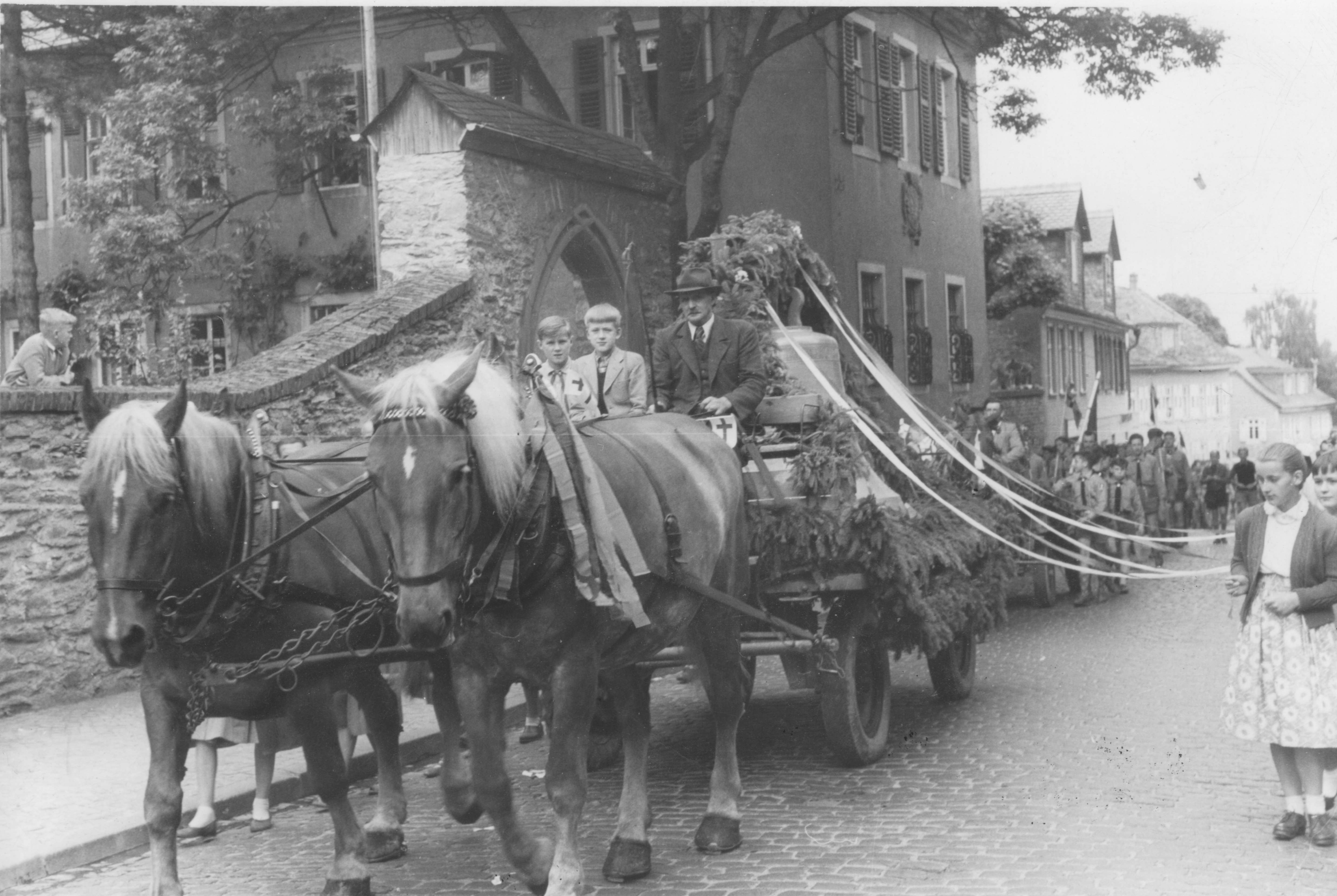
Aankomst van de nieuwe klokken voor de Johanneskerk in 1956

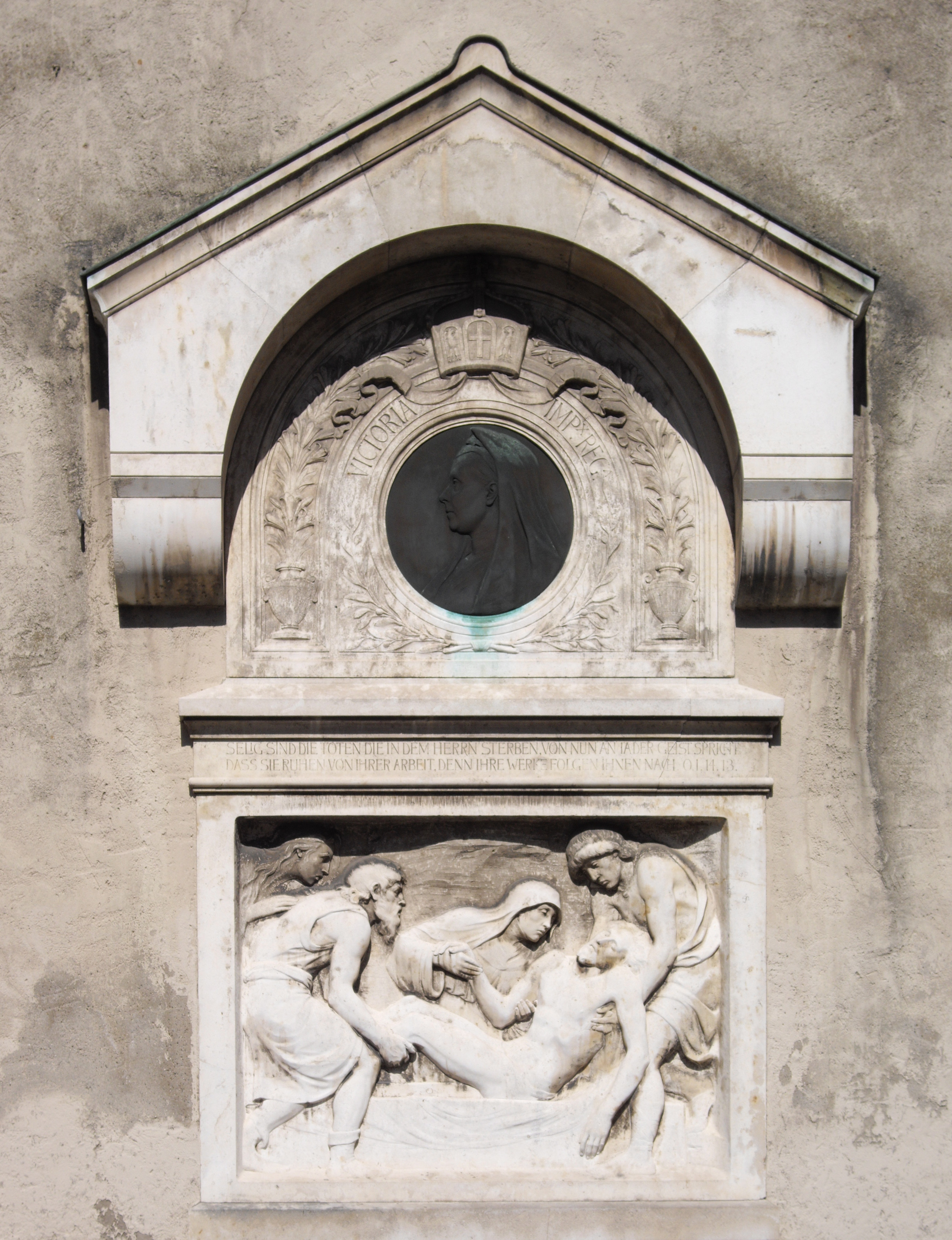
Monument met graflegging van Christus en beeltenis van keizerin Victoria aan de zuidwestelijke buitenkant van de kerktoren

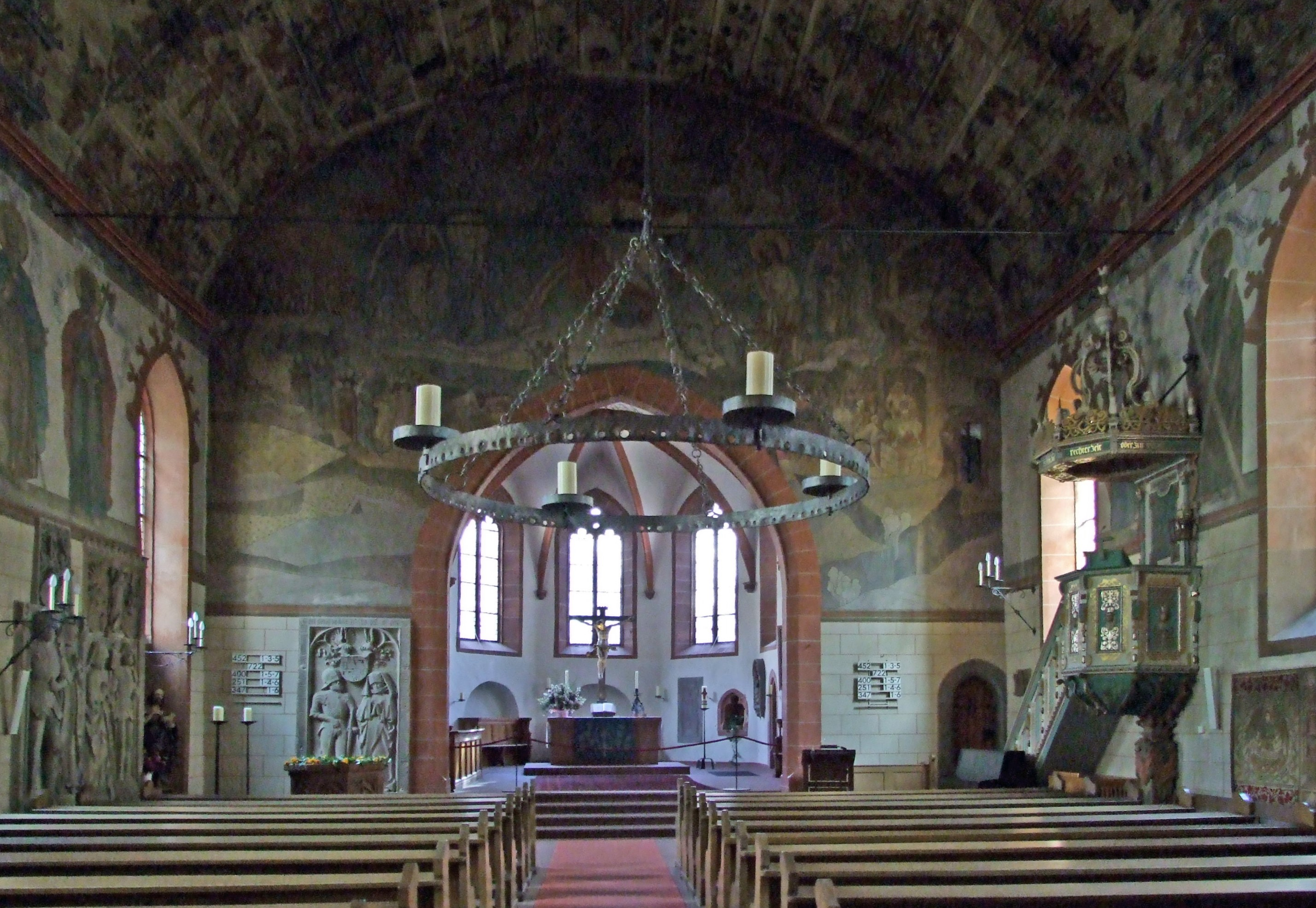
Interieur richting koor

## Klokken
Twee van de vier huidige klokken dateren uit het jaar 1466. Ze bezitten de slagtonen f1 en as1 en dragen beide het inschrift Maria gotes celle hab in hut was ich überschel. In de Tweede Wereldoorlog werden de klokken in beslag genomen. Eén van de klokken werd later in 1947 op het klokkenkerkhof in Hamburg teruggevonden en keerde naar Kronberg terug. In het jaar 1956 werd het gelui met twee nieuwe klokken (des1 en b1) tot het Wachet auf-motief aangevuld. Deze klokken werden in het Hessische Sinn gegoten door de klokkengieterij Rincker.

## Kunstwerken

#### Buiten
- Grafsteen Frederik Sturm († 1792).
- Epitaaf voor Anthonius Hersch en Margareta Fuchs (17e eeuw).
- Fragment van een epitaaf voor Johan Eberhard van Cronberg († 1617) en Anna Riedesel van Eysenbach.
- Marmeren epitaaf voor keizerin Victoria van Adolf von Hildebrand (1903).

#### Koor
- Maria-altaar (1440-1450); het enig bewaarde altaar van in totaal vijf in 1550 nog bestaande altaren. De beelden van de schenkers werden enkele jaren geleden ontvreemd.
- Grafzerk van Wouter van Reitenberg de Jongere († 1517).
- Monument voor Anna van Cronberg († 1549).
- Sacramentsnis (1355).
- Grafzerk Casimir Hendrik Filips van Bettendorf (einde 16e eeuw).
- Crucifix (begin 17e eeuw).
- Sacramentsnis (17e eeuw).
- Koorgestoelte (15e eeuw) met de wapens van Herman van Cronberg († 1625), zijn eerste vrouw Anna Sidonie Brömser († 1619) en zijn tweede vrouw Magdalena Spiring van Körf († 1623); de wangen en het houtsnijwerk werden in de 19e eeuw toegevoegd.

#### Kerkschip
- Kansel (begin 17e eeuw).
- Monument Filip IV van Cronberg († 1477)en Anna van Handschuhsheim.
- Grafmonument Johan (Hans) VI van Cronberg († 1488) en Catharina van Reifenberg.
- Grafmonument Filip VI van Cronberg († 1510) en Catharina van Bach-Bintzburg († 1525).
- Grafmonument Wouter van Reifenberg († 1506) en Kunigunde van Hattstein.
- Grafmonument Wouter van Reifenberg († 1470) en Catharina van Crüftel.
- Doopvont (einde van de 15e eeuw).
- Houten beeld van Sint-Jan de Doper (circa 1700).
- Marmeren epitaaf voor Anna Sidonie van Cronberg, geboren Brömser van Rüdesheim († 1619).
- Italiaans terracotta reliëf van Christus in het graf (geschonken door keizerin Frederik).
- Drievuldigheidsepitaaf, in 1618 geschonken door Leonhard Dietterich en zijn vrouw Margareth Eisenbach.
- Epitaaf " Presentatie van de Heer in de Tempel", in 1624 geschonken ter nagedachtenis aan Leonhard Dietterich.
- 16e-eeuwse haardplaat met de voorstelling van het oliewonder van de profeet Elisa.